# Dororo (série télévisée d'animation)
Pour le manga, voir Dororo.
Pour la série de 1969, voir Dororo to Hyakkimaru.
Dororo (どろろ) est une série d'animation de 2019 se basant sur la série de manga éponyme d'Osamu Tezuka. L'histoire se concentre sur un jeune vagabond nommé Hyakkimaru qui affronte de multiples démons au Japon d'antan, accompagné d'un enfant appelé Dororo.
Le manga avait déjà été adapté en série d'animation en 1969 sous le titre : Dororo to Hyakkimaru.

## Synopsis
Cet anime conte l'histoire d'un adolescent de 16 ans dont le corps a été offert à 12 démons au moment de sa naissance. Son père, le seigneur Daigo, a conclu par le passé un pacte avec eux afin de devenir un puissant seigneur au domaine prospère en échange de son fils.
À la vue de son héritier nouveau-né, il ordonne son exécution et tente de convaincre son épouse d'entamer une nouvelle grossesse. Contre toute attente, la sage-femme prend la décision d'abandonner le bébé au fil de la rivière en priant pour que Bouddha lui offre sa protection.
Le nourrisson finit par atterrir dans les bras de Jukai, un homme au passé trouble et reconverti en prothésiste. Ce dernier décide de l'élever et de lui donner un nouveau corps artificiel. À la suite d'une attaque, il lui enseigne la pratique du sabre et modifie ses bras pour qu'il puisse se défendre contre ses potentiels ennemis.
Né sans peau, sans visage, sans membres, sans nerfs et colonne vertébrale, ni capacités sensorielles, le protagoniste n'a de parties humaines que sa tête et son tronc. Sourd et aveugle, il voit son environnement grâce aux restes de flammes démoniaques laissés par les démons, ce qui lui permet ainsi de voir l'âme des choses.
Le titre de l'anime fait référence au personnage secondaire, Dororo qui est un enfant orphelin, débrouillard et chétif dont le chemin va croiser celui du jeune homme.

## Personnages
Hyakkimaru (百鬼丸)
Voix japonaise : Hiroki Suzuki (ja)
Personnage principal, il est dépourvu de 48 parties de son corps et chasse les 48 démons qui les possèdent pour les récupérer.
Dororo (どろろ)
Voix japonaise : Rio Suzuki (ja)
Il s'agit d'un enfant voyou qui accompagne Hyakkimaru au fil de l'histoire. Dans l'original ainsi que dans la série d'animation, Hyakkimaru apprend que Dororo possède un corps de fille. Mais Dororo maintient qu'il est un garçon.
Daigo Kagemitsu (醍醐 景光)
Voix japonaise : Naoya Uchida (ja)
Le seigneur Daigo est le père de Hyakkimaru. Il a donné 48 parties du corps de son fils a autant de démons en échange de la garanti d'avoir un domaine prospère.
Biwamaru (琵琶法師)
Voix japonaise : Mutsumi Sasaki (ja)
Biwamaru est un vieil homme aveugle et mystérieux. Il vagabonde à travers le Japon avec son luth et est un allié occasionnel de Dororo et Hyakkimaru.
Jukai (寿海)
Voix japonaise : Akio Ōtsuka
Le docteur Jukai est l'homme qui a recueilli Hyakkimaru après qu'il eut été abandonné au fil d'une rivière. Il a conçu ses prothèses et lui a appris l'art du combat.
Tahōmaru (多宝丸)
Voix japonaise : Shōya Chiba (ja)
Second fils de Daigo Kagemitsu et donc petit frère de Hyakkimaru. Il est considéré comme légitime par son père, contrairement à son grand frère.

## Production et diffusion
La série Dororo est réalisée par Kazuhiro Furuhashi et Yasuko Kobayashi s'occupe de l'adaptation du scénario. Satoshi Iwataki se charge du design des personnages et Yoshihiro Ike compose la musique. Twin Engine produit la série.
La série est diffusée à partir du 7 janvier 2019 au Japon sur Tokyo MX, BS11, et Jidaieki Senmon Channel. Prime Video diffuse la série en streaming en exclusivité dans le monde entier,.

## Liste des épisodes
| No | Titre français,                                    | Titre japonais   | Titre japonais        | Date de 1re diffusion |
| No | Titre français,                                    | Kanji            | Rōmaji                | Date de 1re diffusion |
| -- | -------------------------------------------------- | ---------------- | --------------------- | --------------------- |
| 1  | L'Histoire de Daigo                                | 醍醐の巻         | Daigo no maki         | 7 janvier 2019        |
| 2  | L'Histoire de Bandai                               | 万代の巻         | Bandai no maki        | 14 janvier 2019       |
| 3  | L'Histoire de Jukai                                | 寿海の巻         | Jukai no maki         | 21 janvier 2019       |
| 4  | L'Histoire du Sabre Maudit                         | 妖刀の巻         | Yōtō no maki          | 28 janvier 2019       |
| 5  | L'Histoire de la chanson de Moriko, Partie 1       | 守小唄の巻・上   | Moriko Uta no maki-jō | 4 février 2019        |
| 6  | L'Histoire de la chanson de Moriko, Partie 2       | 守小唄の巻・下   | Moriko Uta no maki-ge | 11 février 2019       |
| 7  | L'Histoire de Joroguma, l'Araignée                 | 絡新婦の巻       | Jorōgumo no maki      | 18 février 2019       |
| 8  | L'Histoire de Saru                                 | さるの巻         | Saru no maki          | 25 février 2019       |
| 9  | L'Histoire du Miséreux                             | 無残帳の巻       | Muzanchō no maki      | 4 mars 2019           |
| 10 | L'Histoire de Tahōmaru                             | 多宝丸の巻       | Tahōmaru no maki      | 11 mars 2019          |
| 11 | L'Histoire de Banmon, Partie 1                     | ばんもんの巻・上 | Banmon no maki-jō     | 18 mars 2019          |
| 12 | L'Histoire de Banmon, Partie 2                     | ばんもんの巻・下 | Banmon no maki-ge     | 25 mars 2019          |
| 13 | L'Histoire du bouddha au visage blanc              | 白面不動の巻     | Hakumen fudō no maki  | 8 avril 2019          |
| 14 | L'Histoire de Sabame                               | 鯖目の巻         | Sabame no maki        | 15 avril 2019         |
| 15 | L'Histoire de la scène infernale                   | 地獄変の巻       | Jigokuhen no maki     | 22 avril 2019         |
| 16 | L'Histoire de Shiranui                             | しらぬいの巻     | Shiranui no maki      | 29 avril 2019         |
| 17 | L'Histoire des questions et réponses               | 問答の巻         | Mondō no maki         | 6 mai 2019            |
| 18 | L'Histoire du cap sans merci                       | 無常岬の巻       | Mujō misaki no maki   | 13 mai 2019           |
| 19 | L'Histoire d'Amanajaku                             | 天邪鬼の巻       | Amanojaku no maki     | 20 mai 2019           |
| 20 | L'Histoire de la Nue                               | 鵺の巻           | Nue no maki           | 27 mai 2019           |
| 21 | L'Histoire de la rupture du cycle de la souffrance | 逆流の巻         | Gyakuru no maki       | 3 juin 2019           |
| 22 | L'Histoire de Nui                                  | 縫の巻           | Nui no maki           | 10 juin 2019          |
| 23 | L'Histoire des Démons                              | 鬼神の巻         | Kishin no maki        | 17 juin 2019          |
| 24 | Dororo et Hyakkimaru                               | どろろと百鬼丸   | Dororo to Hyakkimaru  | 24 juin 2019          |

## Musique
| Générique | Épisodes | Début           | Début                    | Fin                             | Fin        |
| Générique | Épisodes | Titre           | Artiste                  | Titre                           | Artiste    |
| --------- | -------- | --------------- | ------------------------ | ------------------------------- | ---------- |
| 1         | 1 à 12   | FIRE (火炎)     | Queen Bee                | Sayonara gokko (さよならごっこ) | Amazarashi |
| 2         | 13 à 24  | Dororo (どろろ) | Asian Kung-fu Generation | Yamiyo (闇夜)                   | Eve        |